# Space Ibiza
Space Ibiza fue una de las discotecas de música electrónica más famosas del mundo. Situada en Playa d'en Bossa, en la isla española de Ibiza, era conocida por sus grandes fiestas y la cantidad de DJ’s de proyección internacional que pasaron por sus cabinas. Este club es esencial para entender el cambio en la industria de la música clubber, así como la propia vida de la isla balear. En varias ocasiones, medios especializados la consideraron en seis ocasiones la mejor discoteca del mundo en su género.

## Historia
Creado por Pepe Roselló en 1982, surgió de un antiguo local de tintes «chiringuirescos» que crea tras la venta de otro de sus locales emblemáticos, Playboy 2, donde ya había comenzado a pinchar música en sus fiestas. Space Ibiza surgió como un espacio polivalente, en un primer momento se intenta gestionar como una sala de convenciones para el desarrollo turístico de la isla, lo que no funcionó. Este hecho presiona al empresario para crear un nuevo lugar de ocio.

### After Hour
Será en Space Ibiza donde comience a realizarse las primeras fiestas after hour, concepto desconocido hasta el momento en el resto del mundo, con excepción de la vecina Valencia. Su característica más importante era las horas a las que se realizaban dichas fiestas. El club cerraba durante un par de horas para su reapertura a inicios de la mañana. De esta forma los clubbers que querían seguir de fiesta podían hacerlo en su famosa Terraza. Esta iniciativa marcó de gran manera el concepto de fiesta en todo el mundo, propagándose por todos los continentes.

## Club
Space Ibiza constaba de 5 salas que podían albergar a 10.000 personas. La «Main Room» poseía la pista de baile más grande, tras ella le seguía la Terraza, anteriormente al descubierto y lugar elegido para disfrutar de la fiesta al aire libre en los after hour. En los últimos años estaba completamente cubierta y era la elegida para finalizar las grandes fiestas de sus Openings y Closings. Tanto la «Sunset Área», el Salón y la «Premier Etage» conformaban las salas que seguían estando al aire libre.

## DJs

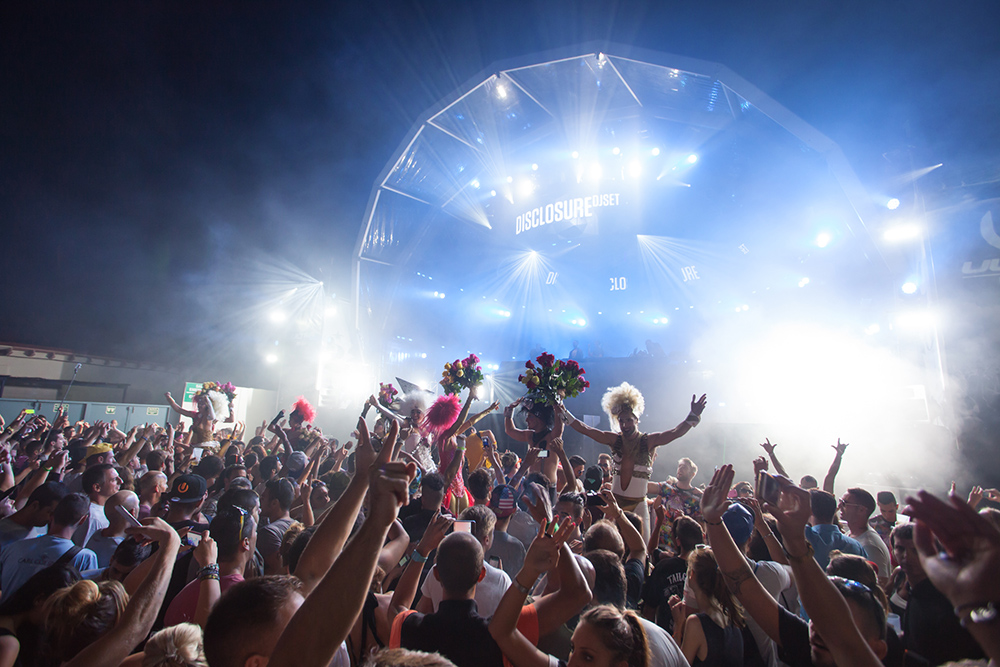
Fiesta en la discoteca en uno de sus aniversarios

Tal era la importancia que poseía el club, que no había ningún DJ de renombre que no hubiera pasado por sus cabinas. Carl Cox, Sasha, John Digweed, Richie Hawtin, Jeff Mills, Danny Tenaglia, Erick Morillo, Steve Lawer, Miguelet DJ Alcapone, Sven Väth,  José Padilla, Grace Jones, Roger Sanchez, Frankie Knuckles, Loco Dice, Marco Carola, Agoria, Carl Craig, Luciano o Nina kraviz han disfrutado del sonido de sus salas. Grupos de la talla de Chemical Brothers, Deep Dish, 2Manydj’s, Daft Punk, Disclosure o Rudimental han actuado para los visitantes del club. Y macro estrellas del EDM como  Steve Aoki, Bob Sinclair, David Guetta o Fatboy Slim también han pasado por la discoteca.

## Ranking DJmag
| Club        | 2007 | 2008 | 2009 | 2010 | 2011 | 2012 | 2013 | 2014 | 2015 | 2016 | 2017 |
| ----------- | ---- | ---- | ---- | ---- | ---- | ---- | ---- | ---- | ---- | ---- | ---- |
| Space Ibiza | 1°   | 2°   | 3°   | 7°   | 1°   | 1°   | 2°   | 1°   | 2°   | 1°   | 1°   |

## Premios

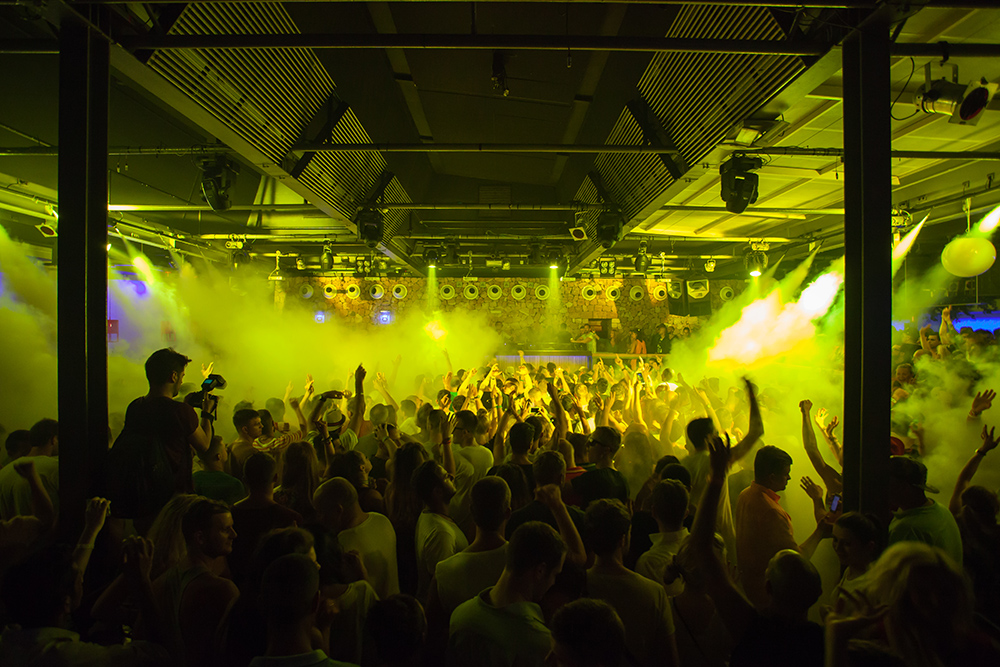
La Terraza de Space Ibiza

En la actualidad la marca Space Ibiza es reconocida ampliamente. Tanto es así que es conocido como el club más galardonado de todos los tiempos. Posee 22 premios, donde se observa el reconocimiento internacional que posee, siendo poseedor del título de mejor club del mundo en 11 veces. El primero de dichos premios fue recibido en 1999, diez años después de la fundación del club.

## Franquicias
Space Ibiza consta de 3 franquicias por el mundo.  Esta nueva política de expansión comienza en 2009 y ha llevado la marca a capitales mundiales como Moscú o Nueva York. Aunque la primera en surgir es Space Menorca en junio del 2012. En 2013 prosigue con las nuevas apertura de Space Moscow  y Space Ibiza New York en 2014. 